# Laigné-en-Belin

Laigné-en-Belin este o comună în departamentul Sarthe, Franța. În 2009 avea o populație de 2,290 de locuitori.